# Erich Heintel
Erich Heintel (* 29. März 1912 in Wien; † 25. November 2000 in Schneeberg in Niederösterreich) war ein österreichischer Professor für Philosophie.

## Leben
Heintel wurde 1936 mit einer Arbeit über Nietzsche an der Universität Wien zum Dr. phil. promoviert, an der er nach seiner Habilitation im Jahre 1939 regelmäßig lehrte. Von 1936 bis 1939 war er Assistent bei Robert Reininger. Während des  Zweiten Weltkriegs arbeitete er für die heerespsychologische Personalprüfstelle. Am 25. Juni 1940 beantragte er die Aufnahme in die NSDAP und wurde zum 1. Juli desselben Jahres aufgenommen (Mitgliedsnummer 9.018.395). Ab 1952 wirkte Heintel als außerordentlicher und von 1960 bis 1982 als ordentlicher Professor für Philosophie an der Universität Wien.

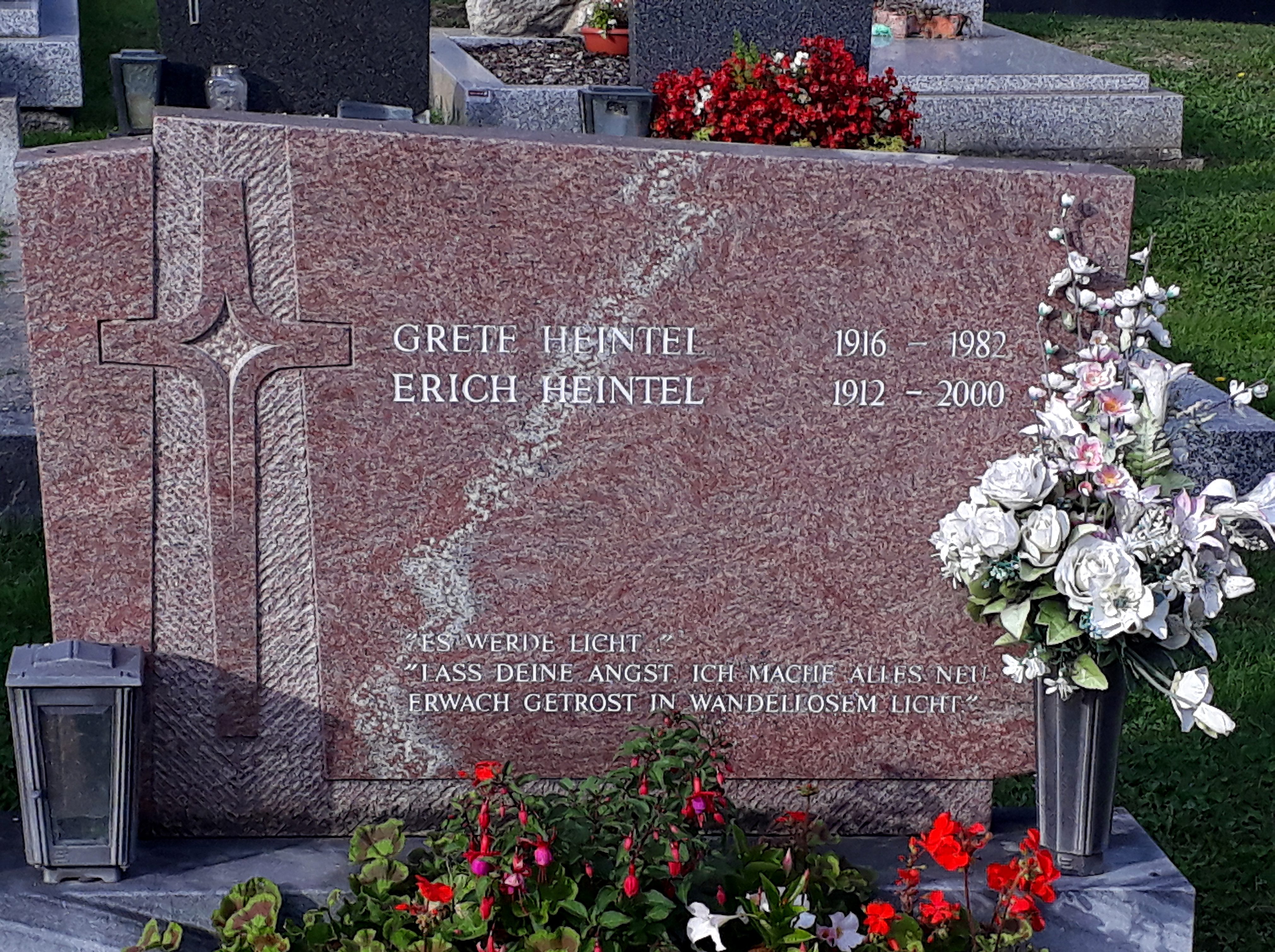
Grabstein am Friedhof Heiligenstadt in Wien

In diesen Jahren entwickelte Heintel ein umfassendes, in Einführungsvorlesungen, Proseminare, Hauptseminare, Kolloquien (für Doktoranden, Habilitanden sowie zu Religionsphilosophischen Themen) und Philosophische Exkursionen ausdifferenziertes Lehrprogramm. Er betreute eine Vielzahl von ihm inspirierter Dissertationen in verschiedenen Bereichen der philosophischen Grundlagenforschung. Aus seiner Nachwuchsförderung sind bedeutende Philosophen, Theologen, Pädagogen und Erziehungswissenschaftler hervorgegangen, die seine praxistheoretischen Reflexionen auf verschiedene Disziplinen ausgelegt haben.
Mit dem Stift Zwettl verbanden Heintel intensive Kontakte: Er hielt eine Reihe von Lehrveranstaltungen im Bildungshaus des Stiftes ab, die auch Mitgliedern anderer Fakultäten, speziell den Juristen, zugänglich waren, diese wurden zu einer Tradition über Jahrzehnte. In Zwettl lernte er auch seine zweite Ehefrau Waltraud Heintel kennen, die ihn bei all seinen universitären Pflichten unterstützte, seinen Nachlass an der Universität Wien großteils selbst archiviert hat und die Ansprechpartnerin zur Nutzung des (ansonsten bis 2030 gesperrten) Nachlasses ist. Heintel war mit dem Abt Ferdinand Gießauf befreundet. Tagungen zum Thema „Dialog zwischen Ost und West - Westliche und marxistische Philosophie“, kurz „Ost-Zwettl“, fanden von 1964 bis 1990 statt. Sie wurden vom Bundesministerium für Wissenschaft subventioniert und machten bereits vor der Ostöffnung Gespräche zwischen westlichen und marxistischen Philosophen möglich, die er durch Verhandlungen mit den Behörden der kommunistischen Staaten absicherte.
Heintel gehörte zu den Initiatoren der Österreichischen Hochschulreform. Als Vorsitzender des „Rates für Hochschulfragen“ war er maßgeblich an der Ausarbeitung des Allgemeinen Hochschulstudiengesetzes (AHStG) 1966 beteiligt. Er engagierte sich in der Erwachsenenbildung und war weiters Vorsitzender der Senatskommission für volkskundliche Universitätsvorträge. Er hielt häufig Vorträge im Österreichischen Rundfunk und der Wiener Urania.
In der Österreichischen Akademie der Wissenschaften war Heintel ab 1974 korrespondierendes Mitglied, ab 1978 wirkliches Mitglied, ferner Obmann der „Kommission für Philosophie und Pädagogik“.
Heintel war einer der bedeutendsten österreichischen Philosophen seiner Zeit und unterhielt intensive Kontakte zu Philosophen in den sozialistischen Nachbarländern sowie Deutschland, wo er in einem regen Austausch mit Eugen Fink (Universität Freiburg), Dieter Henrich (Heidelberg), Bruno Liebrucks (Universität Frankfurt) sowie Joachim Ritter (Universität Münster) stand.

## Philosophische Position
Heintel sieht Philosophie als fortwährende Prinzipienwissenschaft europäischer Tradition (d. h. als philosophia perennis). Sie müsse die Voraussetzungsproblematik alles Wissens und Erkennens reflektieren, und zwar von der empirischen Forschung bis hin zur Theologie. Auch müsse sie Sinn und Grenzen ihres eigenen Vorgehens stets mitbedenken.
In Heintels Philosophie gibt es Platz für eine „Versöhnung“ von ontologischem Wissen bzw. Substanzmetaphysik mit der neuzeitlichen Transzendentalphilosophie, wobei die Unterscheidung der Verstehenshorizonte gewahrt bleiben müsse. Der Mensch in seiner Einheit wird als „daseiende Transzendentalität“ begriffen. Auf diese Weise wird die Frage nach dem Begriff des Menschen zum inneren Organisationsprinzip aller philosophischen und theologischen Studien.
Der Nachlass Heintels ist im Universitätsarchiv Wien in 239 Archivkartons dokumentiert. 1500 Tonträger mit Vorlesungsmitschnitten wurden in den Jahren 2005 bis 2010 katalogisiert, sie sind zum Teil im Umfang von 420 Stunden digitalisiert. Der Nachlass ist bis zum Jahr 2030 gesperrt, für Forschungsanliegen kann diese Sperre aufgehoben werden. Die Digitalisate und die Tonträgersammlung wurden 2015 an die Bibliothek des Institutes für Philosophie der Universität Wien zur Langzeitarchivierung übergeben. Die Bibliothek Heintels wurde von seinem Sohn und Erben Peter Heintel teilweise der Universität Klagenfurt übergeben.

## Auszeichnungen und Ehrungen
- 15. November 1965: Großes Ehrenzeichen für Verdienste um die Republik Österreich
- 19. Dezember 1968: Silberne Medaille für Verdienste um die Wissenschaft und die Menschheit der Tschechoslowakischen Akademie der Wissenschaften Prag
- 22. Mai 1978: Ehrenmedaille der Bundeshauptstadt Wien in Gold
- 17. Jänner 1984: Verdienstkreuz erster Klasse des Verdienstordens der Bundesrepublik Deutschland
- 15. Jänner 1968: Dr. theol. h. c. des Evangelisch-Theologischen Fachbereichs der Universität Hamburg[7]
- 24. September 1986: Goldenes Doktordiplom der Universität Wien
- 10. Juli 1987: Großer Preis der Stadt Wien für Geistes- und Sozialwissenschaften
- 8. November 1988: Silbernes Komturkreuz des Ehrenzeichens für Verdienste um das Bundesland Niederösterreich
- 3. Oktober 1989: Goldene Frantisek Palacky-Medaille für Verdienste um die Entwicklung der Geisteswissenschaften, Tschechoslowakische Akademie der Wissenschaften Prag
- 9. Mai 1990: Johann Albrecht Bengel-Medaille der Evangelischen Landeskirche Württemberg
- 26. Oktober 1990: Wissenschafts-Würdigungspreis des Landes Niederösterreich
- Ehrenpräsident der Philosophische Gesellschaft Wien[5]
- 14. März 2012: Symposion der Österreichischen Akademie der Wissenschaften zum 100. Geburtstag Erich Heintels im Sitzungssaal der Akademie, mit Referaten von Hans-Dieter Klein, Herbert Pietschmann, Rudolf Langthaler, Hisaki Hashi und Wolfdietrich Schmied-Kowarzik.

## Schriften
- Nietzsches „System“ in seinen Grundbegriffen. Eine prinzipielle Untersuchung. Felix Meiner, Leipzig 1939.
- Vom Wesen des Gemüts (Mit einem stammeskundlichen Anhang: Die „Gemüthaftigkeit“ des Wieners), in: Wehrpsychologische Mitteilungen III.6, S. 7–32, Juni 1941.
- Metabiologie und Wirklichkeitsphilosophie, in: Bios, Band 16, 1944 (Digitalisat).
- Der Wiener Kreis und die Dialektik der Erfahrung, 1949.
- Sprachphilosophie. In: Wolfgang Stammler (Hrsg.): Deutsche Philologie im Aufriss. Erich Schmidt, Berlin/Bielefeld/München 1951.
- Hegel und die analogia entis, Bonn 1958.
- Gegenstandskonstitution und sprachliches Weltbild, 1959.
- Die beiden Labyrinthe der Philosophie. Systemtheoretische Betrachtungen zur Fundamentalphilosophie des abendländischen Denkens, 1. Band, Wien-München 1968.
- Grundriss der Dialektik. 1. Band: Zwischen Wissenschaftstheorie und Theologie, Darmstadt 1984.
- Grundriss der Dialektik. 2. Band: Zum Logos der Dialektik und zu seiner Logik, Darmstadt 1984.
- Die Stellung der Philosophie in der „Universitas Litterarum“, 1990.
- Was kann ich wissen – was soll ich tun – was darf ich hoffen, 1990.
- Einführung in die Sprachphilosophie, 1991 (4. Aufl.)
- Mündiger Mensch und christlicher Glaube; Aus dem Nachlaß herausgegeben, 2004

Werkausgabe
- Gesammelte Abhandlungen, 9 Bde., Frommann-Holzboog, Stuttgart-Bad Cannstatt 1988–2001, ISBN 978-3-7728-0914-9

## Herausgebertätigkeit
- Joh. Gottfr. Herder´s Sprachphilosophie. Ausgewählte Schriften. Meiner, Philosophische Bibliothek Band 248. Hamburg 1960.
- 1965–1982 Reihe Überlieferung und Aufgabe. Abhandlungen zur Geschichte und Systematik der europäischen Philosophie (XXII Bde.)
- 1968 bis 1986 Wiener Jahrbuch für Philosophie.